# Emelie Forsberg

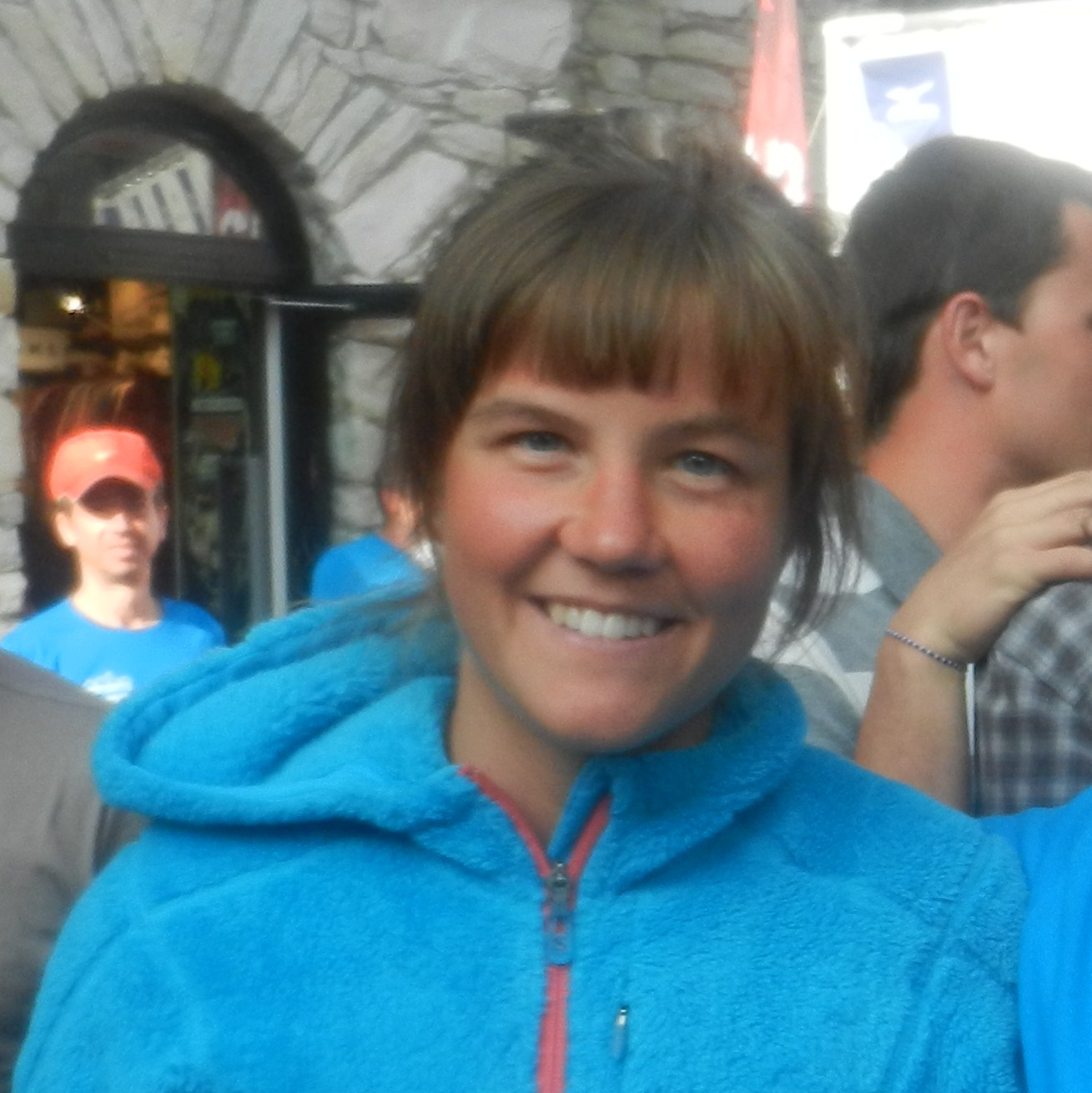
Emelie Forsberg, 2013

Emelie Forsberg (* 11. Dezember 1986) ist eine schwedische Athletin spezialisiert auf Traillauf, Berglauf und Skibergsteigen. Sie ist mehrfache Weltmeisterin im Skyrunning.

## Leben
Forsberg wuchs im kleinen Ort Noraström, etwa 40 km nördlich von Härnösand an der schwedischen Ostküste auf. Seit ihrer Kindheit sind Trekking, Klettern und Ski Fahren Teil ihres Lebens. Im Alter von 18 Jahren zog sie in die schwedischen Berge und arbeitete in der Storulvån Mountain Lodge im Åre Skigebiet, wo sie zum Spaß und zur Fortbewegung mit dem Laufen in den Bergen begann. 2012 zog sie nach Tromsø in Norwegen, wo sie an der Universität studierte.
Sie lebt in einer Beziehung mit dem spanischen Profi-Trailläufer Kilian Jornet, mit dem sie drei Kinder (geboren 2019, 2021 und 2025) hat. Jornet und Forsberg lebten zunächst in einer restaurierten alten Mühle in der Nähe von Chamonix, Frankreich. Im Februar 2016 kauften sie ein Haus in Måndalen in Rauma in der norwegischen Provinz Møre og Romsdal.
Zusammen mit den Athletinnen Ida Nilsson und Mimmi Kotka gründete Forsberg 2018 Moonvalley, einen Online-Shop für natürliche, vegane Energieriegel und -getränke.

## Trail- und Ultramarathon, Skibergsteigen
2009 war ihr erstes Trailrennen beim Fjällmarathon, den sie gewann. Bei ihrer erneuten Teilnahme zwei Jahre später verbesserte sie ihre Zeit um 30 Minuten. 2014 verbesserte sie als inzwischen etablierte Weltklasse-Athletin ihre Zeit erneut um 30 Minuten und stellte einen neuen Streckenrekord auf.
Im Mai 2012 wurde sie zur Teilnahme am internationalen Trailevent Zegama-Aizkorri in Spanien eingeladen, wo sie den dritten Platz erreichte. Beim Dolomites Skyrace im Juli 2012 gelang ihr der Sieg.
Forsberg war bei der Skyrunner World Series besonders in der Kategorie Ultra erfolgreich, wo sie 2013 bis 2015 jedes Rennen gewann – mit Ausnahme der Kima Trophy 2014, bei der sie nach vier Stunden falsch abbog, eine Stunde verlor und am Ende auf den zweiten Platz kam. Neben der von ihr favorisierten Ultradistanz läuft Forsberg verschiedene Rennen, vom Vertical Kilometer bis hin zu 100 Meilen-Läufen, und kommt meist unter die ersten Fünf. Sie startet auch bei Mehrtages-Rennen, wie 2015 bei The Rut, wo sie freitags den Vertical Kilometer lief, samstags 25 km und sonntags die Ultradistanz über 50 km, mit Sieg und Streckenrekord.
2014 initiierte und organisierte sie zusammen mit Jornet die erste Ausgabe des Tromsø Skyrace, der seit 2015 Teil der Skyrunner World Series ist.
Während der Europäischen Meisterschaften im Skibergsteigen 2016 zog Forsberg sich einen Kreuzbandriss zu und musste sich Anfang Februar 2016 einem chirurgischen Eingriff unterziehen. Ein Bestandteil ihres Genesungsprozesses, den sie in ihrer Kommunikation bzgl. Reha-Training und -Philosophie thematisierte, war Yoga. Mitte Juni 2016 hatte sie ihr Comeback mit drei lokalen Rennen in Norwegen, bei denen sie bergauf rannte und bergab ging.
Im August 2016 gewann sie den Blåmann Vertical Kilometer in Tromsø, Norwegen, der Teil der Skyrunner World Series ist. Mit dem Sieg bei der Kima Trophy Ende August 2016 (ihr dritter Versuch nach zwei zweiten Plätzen 2012 und 2014) war sie zurück an der Spitze der internationalen Traillauf-Szene.
Ihre 10-km-Zeit liegt bei 36 Minuten. Sie ist eine starke Bergauf-Läuferin mit starken Ergebnissen bei Vertical Kilometer Rennen. Ihre eigentliche Stärke liegt jedoch im Bergab-Lauf, wo sie regelmäßig ihre Konkurrentinnen aussticht und neue Rekorde aufstellt. Es fällt ihr zudem leicht, sich von Winter- auf Sommer-Events und umgekehrt umzustellen: Sie startet ebenso wie im Berglauf über alle Skibergsteig-Distanzen. 2015 gewann sie nur eine Woche nach dem Sieg auf Skiern bei der Trofeo Mezzalama auch über die 73 km Traillauf bei der Transvulcania.
Bei den Berg- und Traillauf-Weltmeisterschaften 2023 erreichte sie im Trail Short Platz 8.
Von 2012 bis 2022 war Forsberg Mitglied des Salomon Teams und in deren Produktentwicklung für Traillauf-Produkte involviert. 2022 schloss sie sich dem Team von Nnormal, mitgegründet von ihrem Partner Jornet, an.
Forsberg trainiert ohne Trainer.

## Sportliche Erfolge (Auswahl)

### Skyrunning
2009
- 1. Platz, Fjällmaraton 44 km, Schweden[14]

2010
- 1. Platz, Björkliden Arctic Mountain Marathon (BAMM) 70 km, Schweden, über zwei Tage hinweg, mit Linda Berg[15]

2011
- 1. Platz, Fjällmaraton 44 km, Schweden (2. Sieg)[16]
- 1. Platz, Björkliden Arctic Mountain Marathon (BAMM) 70 km, Schweden, über zwei Tage hinweg, mit Linda Berg (2. Sieg)[17]

2012
- Weltmeisterin bei den Skyrunner® World Series, Kategorie Combined[18]
- 1. Platz, Salomon Trail Tour Schweden (2. Sieg)
- 3. Platz, Maratòn Alpina Zegama-Aizkorri
- 1. Platz, Dolomites Skyrace
- 1. Platz, Pikes Peak Marathon 42 km, USA
- 2. Platz, Kima Trophy 52 km, Italien
- 3. Platz, Cavalls del Vent (inzwischen: Ultra Pirineu) 82 km, Spanien
- 1. Platz, Mt. Kinabalu Climbathon 33 km, Malaysia
- 2. Platz, Grand Trail des Templiers 73 km, Frankreich
- 1. Platz, The North Face Endurance Challenge 50 Meilen, USA

2013
- Weltmeisterin bei den Skyrunner® World Series, Kategorie Ultra
- Europameisterin im Skyrunning 22 km (Dolomites Skyrace)
- Europameisterin im Ultradistanz-Skyrunning 80 km (Trans D'Havet)
- 2. Platz, World Cup of Skyrunning
- 1. Platz, Transgrancanaria Marathon 42 km, Spanien
- Vize-Europameisterin im Vertical Kilometer (Dolomites Vertical Kilometer)
- 1. Platz, Maratòn Alpina Zegama-Aizkorri
- 2. Platz, Marathon du Mont Blanc
- 1. Platz, Ice Trail Tarentaise 65 km, Frankreich
- 2. Platz, Grand Raid de la Réunion (La diagonale des fous) 100 Meilen, Frankreich

2014
- Weltmeisterin bei den Skyrunner® World Series, Kategorie Ultra (2. Sieg)
- Weltmeisterin im Ultradistanz-Skyrunning 80 km (Marathon du Mont Blanc)
- 1. Platz, Ice Trail Tarentaise 65 km, Frankreich (2. Sieg)
- 5. Platz, Matterhorn Ultraks 45 km, Schweiz
- 1. Platz, Fjällmaraton 44 km, Schweden (3. Sieg, neuer Streckenrekord)
- 2. Platz, Kima Trophy 52 km, Italien
- 1. Platz, The Rut 50 km, USA

2015
- Weltmeisterin im Ultradistanz-Skyrunning (3. Sieg, Teilnahme und Sieg bei fünf Läufen der Ultra Series)
- 3. Platz, Transvulcania Vertical Kilometer, Spanien
- 1. Platz, Transvulcania 73 km, Spanien
- 1. Platz, Mount Marathon Race 5 km, USA (neuer Bergauf-, Bergab- und Streckenrekord)
- 1. Platz, Ice Trail Tarentaise 65 km, Frankreich (3. Sieg; zugleich Europameisterschaft im Ultradistanz-Skyrunning)
- 1. Platz, Tromsø SkyRace Blåmann Vertical und 45 km, Norwegen
- 1. Platz, Glen Coe Skyline 53 km, Schottland (2. Platz im Gesamtklassement)
- 4. Platz, The Rut Lone Peak Vertical Kilometer, USA
- 5. Platz, The Rut 25 km, USA
- 1. Platz, The Rut 50 km, USA (2. Sieg, neuer Streckenrekord nach drei Wettbewerbstagen in Folge)
- 1. Platz, Ultra Pirineu 110 km, Spanien

2016
- 8. Platz, Dalsnibba Run 21 km, Norwegen (1. Lauf nach der Kreuzband-OP)
- 3. Platz, Lomseggen Upp Vertical Kilometer, Norwegen
- 7. Platz, Besseggløpet 14 km, Norwegen
- 1. Platz, Kendall Mountain Run 19 km USA
- 1. Platz, Tromsø SkyRace Blåmann Vertical, Norwegen (2. Sieg)
- 1. Platz, Kima Trophy 52 km, Italien

2017
- 1. Platz, Salomon 27K 27 km, Schweden
- 2. Platz, Tromsø SkyRace Blåmann Vertical, Norwegen
- 2. Platz, Ultra-Trail du Mont-Blanc
- 3. Platz, Grand Trail des Templiers 76 km, Frankreich

2018
- 1. Platz, Bodom Trail 21 km, Finnland (neuer Streckenrekord)
- 2. Platz, Ultra Skymarathon Madeira 55 km, Portugal
- 1. Platz, Lomseggen Upp Vertical Kilometer, Norwegen (neuer Streckenrekord)
- 3. Platz, Monte Rosa SkyMarathon 30 km, Italien (in der Männer-Wertung, als Team zusammen mit Jornet; Fastest Known Time bei den Frauen)

2019
- 6. Platz, Dalsnibba Run 21 km, Norwegen (elf Wochen nach Geburt ihrer Tochter)
- 4. Platz, Sky Pirineu 36 km, Spanien

2021
- 1. Platz, Alle på Jensbu Vertical Kilometer, Norwegen
- 4. Platz, Molde 7 Topper 19 km, Norwegen

2022
- 1. Platz, Zegama-Aizkorri Vertical Kilometer, Spanien
- 24. Platz, Maratòn Alpina Zegama-Aizkorri, Spanien
- 1. Platz, Dalsnibba Run 21 km, Norwegen
- 1. Platz, Besseggløpet 14 km, Norwegen (neuer Streckenrekord bei den Frauen, 3. Platz im Gesamtklassement)
- 1. Platz, Isfjorden Skyrace 23 km, Norwegen
- 3. Platz, Ultra Pirineu 42 km, Spanien

2023
- 1. Platz Eiger Ultra Trail 51 km, Schweiz[19]

#### Skyrunner World Series Siege
Die Skyrunner World Series ist eine seit 2002 jährlich ausgetragene internationale Cupwertung im Berglauf.
| #  | Jahr | Datum         | Rennen                         | Disziplin          |
| -- | ---- | ------------- | ------------------------------ | ------------------ |
| 1  | 2012 | 22. Juli      | Dolomites SkyRace              | SkyRace            |
| 2  | 2013 | 26. Mai       | Maratòn Alpina Zegama-Aizkorri | SkyRace            |
| 3  | 2013 | 24. August    | Matterhorn Ultraks             | SkyRace            |
| 4  | 2013 | 11. Mai       | Transvulcania                  | Sky Ultra          |
| 5  | 2013 | 14. Juli      | Ice Trail Tarentaise           | Sky Ultra          |
| 6  | 2013 | 28. September | Ultra Race of Champions        | Sky Ultra          |
| 7  | 2014 | 13. Juli      | Ice Trail Tarentaise           | Sky Ultra          |
| 8  | 2014 | 11. September | The Rut 50K                    | Sky Ultra          |
| 9  | 2015 | 9. Mai        | Transvulcania Ultramarathon    | Sky Ultra          |
| 10 | 2015 | 2. August     | Tromsø SkyRace                 | Sky Ultra          |
| 11 | 2015 | 6. September  | The Rut 50K                    | Sky Ultra          |
| 12 | 2015 | 19. September | Ultra Pirineu                  | Sky Ultra          |
| 13 | 2015 | 31. Juli      | Blåmann Vertical               | Vertical Kilometer |
| 14 | 2016 | 5. August     | Blåmann Vertical               | Vertical Kilometer |
| 15 | 2016 | 28. August    | Kima Trophy                    | Sky Ultra          |
| 16 | 2017 | 17. September | Salomon Glen Coe Skyline       | Sky Ultra          |

### Skibergsteigen
Forsberg erreichte seit 2010 zahlreiche Top-Platzierungen im Skibergsteigen, sowohl in Einzel- als auch in Teamrennen, darunter sechs WM-Medaillen. 2016 und 2017 gewann sie den Weltcup in der Disziplin Individual bzw. Vertical.

### Fastest Known Time (FKT)
Forsberg hält die Fastest Known Times (Streckenrekorde) auf folgenden Routen:
- Grand Teton, FKT 2012
- Matterhorn, Italien, Frauen FKT, 2013
- Kebnekaise, Schweden, Frauen FKT hoch und runter, 2014
- Teide, Spanien, Frauen FKT hoch und runter, 2017
- Galdhøpiggen, Norwegen, hoch und runter auf Ski ab Spiterstulen, FKT 2018
- Mont Blanc, Frauen FKT hoch und runter ab Chamonix, 2018 (vorherigen Rekord aus 2013 verbessert)
- Monte Rosa, Italien, Frauen FKT hoch und runter, 2018
- Kungsleden, Schweden, Fernwanderweg von Abisko nach Hemavan, FKT 2018[22]

## Veröffentlichungen
- Sky Runner: Meine Stärke, meine Leidenschaft, mein Leben (2019, Meyer & Meyer, ISBN 978-3840376337)